# Museum für Völkerkunde Dresden
Il Museum für Völkerkunde (Museo etnografico) è il museo etnografico statale di Dresda.
Ospita collezioni etnografiche e antropologiche con più di 90.000 oggetti provenienti da tutte le parti del mondo, tra cui numerose testimonianze preziose e insostituibili di culture che non esistono più. Oltre alle mostre permanenti, il museo allestisce mostre temporanee.
Il Völkerkundemuseum fa parte delle collezioni etnografiche statali della Sassonia e contiene le collezioni statali d'arte di Dresda. Le aree espositive del museo si trovano nel Palazzo giapponese.

## Storia

### Elettore Augusto di Sassonia
Oggi gli oggetti più antichi della collezione provengono dalla Kunstkammer, fondata dall'elettore Augusto I di Sassonia nel 1560. L'attività di collezionismo principesco fu interrotta nel XVI e XVII. Il numero crescente di oggetti venne aggiunto alla Kunstkammer e all'Armeria. Ai tempi di Augusto il Forte, re di Polonia dal 1697, ci fu un enorme aumento delle collezioni divenute reali. Vennero inseriti oggetti extraeuropei, soprattutto nella Sala indiana e, dopo il 1683, nella Sala turca. Nel 1728 la fondazione delle collezioni pubbliche reali fu ospitata nello Zwinger di recente costruzione, e la camera Kunstkammer fu separata spazialmente dalle collezioni di scienze naturali.

### Adolf Bernhard Meyer

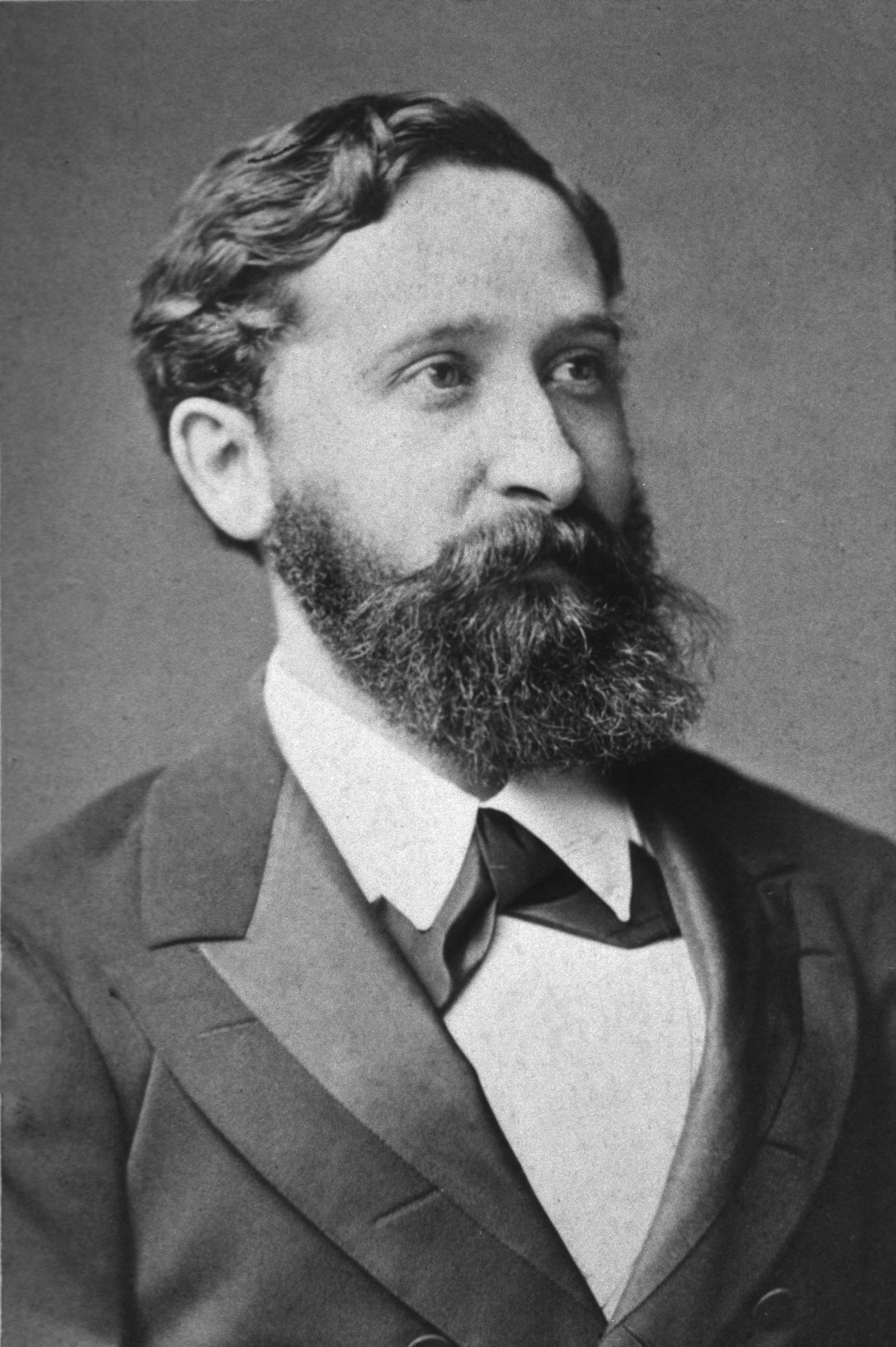
Adolf Bernhard Meyer

Nel 1875, l'assessore medico Adolf Bernhard Meyer fondò un dipartimento di etnografia nel Museo di storia naturale nel corso della progressiva differenziazione tra scienze naturali e scienze umane. Tre anni dopo fu nominato Museo Reale Zoologico e Antropologico-Etnografico. A quel tempo, l'interesse scientifico si concentrava sulle prove materiali di popoli e regioni in cui si credeva di riconoscere uno stato primordiale dello sviluppo umano. La principale area di ricerca e raccolta a quel tempo era la regione oceanica indonesiana.

### Arnold Jacobi
L'obiettivo principale del secondo curatore, Arnold Jacobi, era quello di riempire tutte le aree della collezione di specialisti. Gli zoologi, gli antropologi e gli etnologi che lavoravano al museo assunsero incarichi di insegnamento presso le accademie sassoni parallelamente al loro lavoro museale. Il conseguente scambio permanente di raccolta, ricerca e insegnamento garantiva alta qualità e attualità. Tra il 1906 e il 1936 l'attività collezionistica etnografica e antropologica si espanse ulteriormente. Durante questo periodo, vari ricercatori intrapresero diversi viaggi di raccolta, tra cui la spedizione in Nuova Guinea nel 1910.
Nel 1920 il museo venne ribattezzato "Museum für Tierkunde und Völkerkunde Dresden". Ricevette ulteriore spazio per le esposizioni e sale per mostre speciali nell'edificio dell'Orangerie nel Giardino della Duchessa.
Nel 1923 l'etnologo Bernhard Struck divenne assistente di ricerca presso il "Museum für Tierkunde und Völkerkunde".

### Nel nazionalsocialismo
Durante il periodo del nazionalsocialismo, che portò alla quasi completa distruzione di parti di Dresda durante la seconda guerra mondiale, il patrimonio museale poté essere trasferito in tempo utile grazie a circostanze favorevoli. Solo gli oggetti in una mostra nell'orangerie An der Herzogin Garten, che comprendeva oggetti di grandi dimensioni, andarono distrutti. Deve essere deplorata anche la perdita di parti della collezione costituita da quadri storici.

### Periodo del dopoguerra
Già nel 1946, gli oggetti salvati divennero nuovamente disponibili per i musei statali di etnologia e zoologia, ora separati. La collezione antropologica venne inglobata nel patrimonio del Museo di Etnologia.
Le fonti dominanti dell'espansione della collezione, dopo il 1945, furono le collezioni private e il commercio statale. L'obiettivo politico-culturale era all'epoca la documentazione storica del lavoro culturale dei popoli del mondo.
Nel 1954 il museo si trasferì nelle sale del Palazzo giapponese. Tre anni dopo venne affidato di nuovo ad un direttore scientifico, Siegfried Wolf. Sotto la sua guida, è stata promossa la ricerca in Africa e le raccolte sono state integrate con documenti provenienti da tutto il mondo.

## Sviluppo dopo il 1990

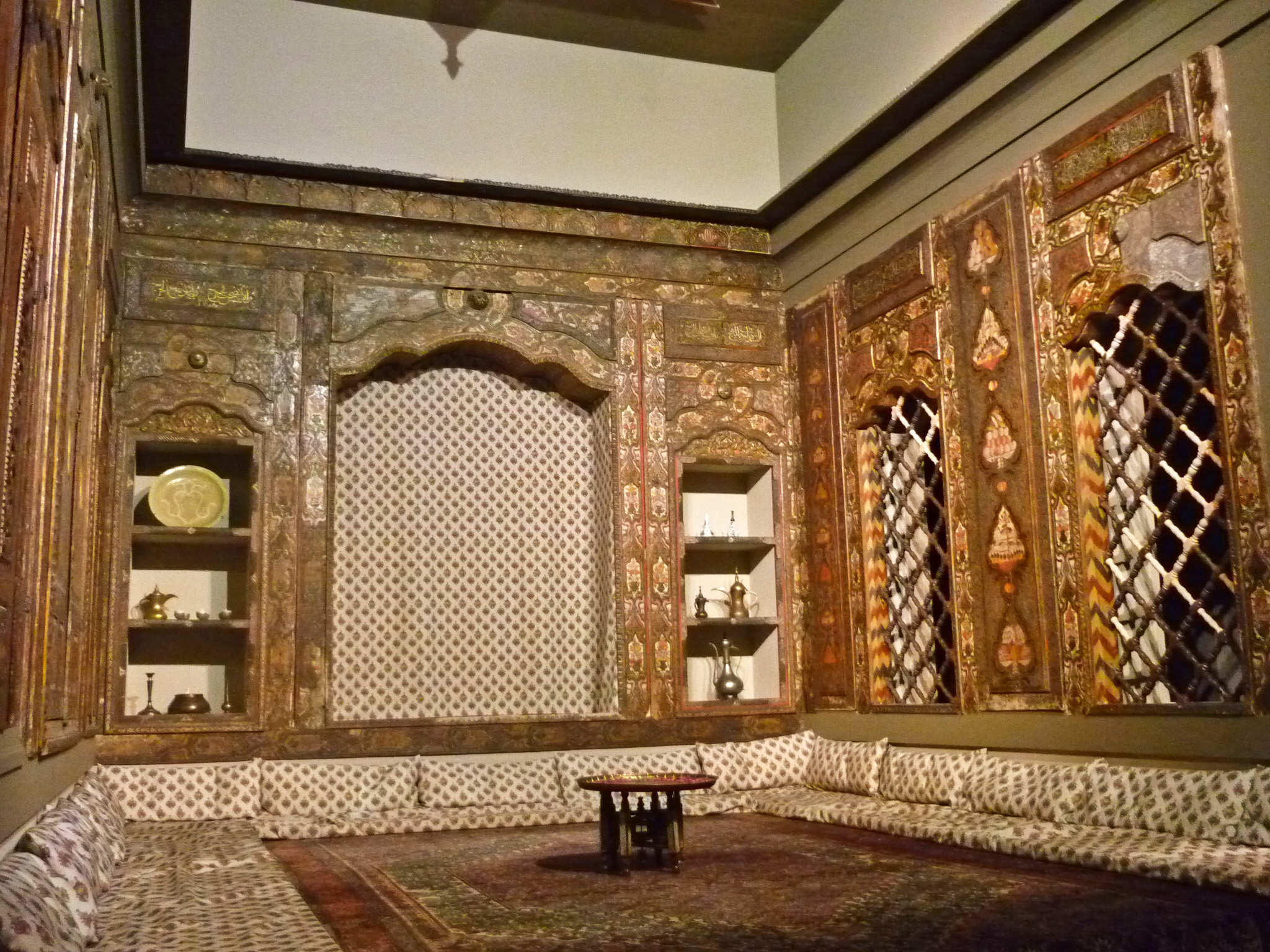
La "Sala di Damasco" di Dresda nel Museo di Etnologia

Il museo ha ricevuto un ulteriore incremento significativo della collezione dopo il 1990, principalmente attraverso diverse spedizioni collettive da parte del personale scientifico del museo in Brasile, Indonesia, Papua Nuova Guinea e Tunisia.
Nell'ottobre 2012 è stata inaugurata una nuova mostra permanente sulla cultura vivente dell'Oriente. Una parte importante della mostra è la "Sala di Damasco" con pannelli in legno ottomano del 1810, provenienti da una casa della città siriana di Damasco. Nel 1899 il fotografo Hermann Burchardt aveva acquistato le parti in legno e le aveva inviate in Germania per conto di Karl Ernst Osthaus, il fondatore del Museo Folkwang. Osthaus non li espose mai e i suoi eredi li donarono, nel 1930, al Museo di Etnologia. Lì rimasero nel deposito fino al 1997 e sono stati poi restaurati a seguito di donazioni.
Nel 1999 a Dresda- Klotzsche è stato costruito l'edificio Adolf Bernhard Meyer, un moderno edificio funzionale per le collezioni. La progettazione dell'edificio, che oggi ospita anche la Biblioteca centrale di storia naturale e il Museo di mineralogia e geologia, è stata eseguita da Heinz Israel.
Il museo e la sua dépendance, il Museo Etnologico di Herrnhut, si sono fusi nel 2004 con il Museo Etnografico di Lipsia per formare le Collezioni Etnografiche Statali della Sassonia affidate a Claus Deimel.
Le collezioni attualmente sono composte da circa 90.000 oggetti e 70.000 documenti pittorici. La collezione comprende materia proveniente da Oceania, Africa, America, Asia, Australia ed Europa.